# Алиев, Гадой
Гадой Алиев (1901 год, кишлак Джигдалик, Ходжентский уезд, Самаркандская область, Туркестанский край, Российская империя — 6 июня 1988 года, кишлак Джигдалик, Канибадамский район, Согдийская область,  Таджикская ССР) — звеньевой колхоза «Коммунизм» Канибадамского района Ленинабадской области, Таджикская ССР. Герой Социалистического Труда (1948).

## Биография
Родился в 1901 году в кишлаке Джигдалик Ходжентского уезда в киргизской семье (сегодня — Канибадамский район Согдийской области Таджикистана). Во время коллективизации вступил в колхоз «Коммунизм» Канибадамского района. С 1931 года — рядовой колхозник, с 1940 — звеньевой хлопководческого звена.
В 1947 году звено под руководством Гадоя Алиева собрало в среднем с каждого гектара по 90,66 центнера хлопка-сырца на участке площадью 5 гектаров. Указом Президиума Верховного Совета СССР от 1 марта 1948 года удостоен звания Героя Социалистического Труда за «получение высокого урожая хлопка при выполнении колхозом обязательных поставок и натуроплаты за работу МТС в 1947 году и обеспеченности семенами зерновых культур для весеннего сева 1948 года» с вручением ордена Ленина и золотой медали «Серп и Молот».
Этим же указом звания Героя Социалистического Труда за высокие трудовые достижения был удостоен звеньевой Пирмат Базаров. В июне 1948 года звание Героя Социалистического Труда получил председатель колхоза «Коммунизм» Канибадамского района Ахмад Самадов.
В 1950 году был награждён медалью «За трудовое отличие» за достижение высоких показателей при выращивании и сборе хлопка.
Трудился в колхозе до выхода на пенсию в 1966 году. Проживал в родном кишлаке, где скончался в июне 1988 года.
Награды
- Герой Социалистического Труда
- Орден Ленина
- Медаль «За трудовое отличие» (1950)